# Llengües arawak de l'Alt Amazones
Les llengües arawak de l'Alt Amazones o llengües arawak de l'interior, són un grup, probablement filogenètic, de les llengües arawak parlades a Colòmbia, Veneçuela, Perú i el Brasil. Henri Ramirez (2001) ha analitzat exhaustivament aquest grup de llengües, inclosa també una reconstrucció històrica.

## Classificació

### Kaufman (1994)
Kaufman (1994) dona la següent classificació (la terminologia d'Aikhenvald va entre parèntesis, el signe (†) denota grups o llengua extints):
- Nawiki occidental (Grup colombià)
  - Grup Wainumá(†)
    - Wainumá (†)
    - Mariaté (†)
    - Anauyá (†)

  - Grup Piapoko 
    - Achawa (Achagua)
    - Piapoco
    - Amarizana (†)
    - Cabiyarí (Caviyari)(†?)

  - Grup Warekena 
    - Warekena
    - Mandawaca

  - Grup Río Negro (†)
    - Yumana (Jumana) (†)
    - Pasé (†)
    - Kawishana (†)

  - Grup Yucuna 
    - Yucuna (Jukuna)
    - Guarú (†)
- Nawiki oriental (Alt Rio Negro)
  - Tariana
  - Grup Karu 
    - Kurripako (a.k.a. Ipeka-Tapuia-Curripako)
    - Baniwa (Carútana-Baniwa)
    - Katapolítani-Moriwene-Mapanai (Kadaupuritana)
- Resígaro (†?)
- Alt Amazones Central (Orinoco) (†)
  - Grup Baré(†)
    - Marawá (†)
    - Baré (†)
    - Guinau (†)

  - Grup Yavitero(†)
    - Yavitero (†)
    - Abane (Abane)
    - Maipure (†)
- Manao (Mig Rio Negro) (†)
  - Manao (†)
  - Kariaí (Cariyai) (†)

Deixa les següents llengues del grup sense classificar: 
- Shiriana (Xiriâna), Yabaâna (†), Waraikú (Araikú) (†), Wiriná (†)

### Aikhenvald (1999)
El 1999 Aikhenvald va classificar un grapat de llengües que Kaufman va deixar a part (Shiriana, Yabaâna), però va deixar nombroses llengues i granques del Nawiki Occidental sense classificar. Algunes llengües — Maipure, Resígaro, Cawishana, Mandahuaca, i Guarequena — són mogudes. Tracta els grups Yucuna, Karu (Baniwa), i Bare com a llengües úniques.
- Nawiki Occidental (Colombià)
  - Maipure (†)
  - Resígaro (†?)
  - Achagua (Achawa)
  - Piapoco
  - Cabiyarí (Caviyari) (†?)
  - Yucuna (Jukuna) (dialecte: Guarú (†))
- Nawiki oriental (Alt Rio Negro)
  - Tariana
  - Baniwa (Carútana-Baniwa) (dialectes: kurripako, Catapolítani)
  - Warekena
- Alt Amazones Central (Orinoco) (†)
  - Mandawaca
  - Yabaâna (†)
  - Baré (†) (dialecte: Guinau)
  - Yavitero (†)
  - Abane
- Manao (Rio Negro mitjà) (†)
  - Manao (†)
  - Shiriana (Xiriâna)
  - Kawishana (Kaiʃana) (†)

Sense classificar (†): Wainumá, Mariaté, Anauyá, Amarizana, Yumana (Jumana), Pasé, Kariaí (Cariyai), Waraikú (Araikú), Wiriná. Cabre (Cavare) fou localitzat a l'àrea de les llengües Nawiki Occidental, però només se'n coneixen algunes paraules. El "ponares" esmentat a Ethnologue podria haver estat Piapoco o Achagua.

## Comparació lèxica
Els numerals en diferents llenües arawak del Carib són:
| GLOSA | Nawiki occidental | Nawiki occidental | Nawiki occidental | Nawiki occidental | Nawiki oriental | Nawiki oriental | Nawiki oriental | Nawiki oriental | Río Negro     | Río Negro   | Río Negro     |
| GLOSA | Piapoco           | Achagua           | Yucuna            | Resígaro          | Warekena        | Tariana         | Baniwa d'Içana  | Kurripako       | Kawishana     | Pasé        | Yumana        |
| ----- | ----------------- | ----------------- | ----------------- | ----------------- | --------------- | --------------- | --------------- | --------------- | ------------- | ----------- | ------------- |
| '1'   | abeː-             | áːbai             | paxluwa           | sagú              | apáːba-         | paː-            | apa-da          | pa-ða           | bäla          | apeala      | aphüllá       |
| '2'   | puʧásai-          | ʧáːmai            | iyamá             | migaːkú           | dauntá-         | ñama- yama-     | ʣama-da         | yama-ða         | mätallá       | packéama    | biágma        |
| '3'   | máizi-            | matáli            | wixi              | 2+1               | mabaitalí-      | madali-         | madaɬi-da       | maðaɾika        | bamäbikáʔá    | mapeama     | mabäagma      |
| '4'   | bainúaka          |                   | paʔu              | poʔʦáːvágaːhí     |                 | kephunipe       | likwadaka       | ɾikwaðaka       | lawauː- gabi  | puke-amama  | tilalüʧbüa    |
| '5'   | abe-éma wa-kápi   |                   | 1x5               | siʔosí            |                 | pa-kapi 1x5     | pema- pa-kapi   | pema pakapi     | loamá- nokápe | upanachapiː | apora-gabí    |
| '6'   | 5+1               |                   | 5+1               | 5+1               |                 | 5+1             | 5+1             |                 |               |             |               |
| '7'   | 5+2               |                   | 5+2               | 5+2               |                 | 5+2             | 5+2             |                 |               |             |               |
| '8'   | 5+3               |                   | 5+3               | 5+2+1             |                 | 5+3             | 5+3             |                 |               |             |               |
| '9'   | 5+4               |                   | 5+4               | 5+4               |                 | 5+4             | 5+4             |                 |               |             |               |
| '10'  | puʧásai- wa-kápi  |                   | 2x5               | páʔosíkun̥á        |                 | ñama-kapi 2x5   | 2x5             | loaná- kape     |               |             | ʧubumia- gâbí |

| GLOSA | Orinoco       | Orinoco      | Orinoco  | Altres     | Altres  | Altres   | Altres    | PROTO-        |
| GLOSA | Baniva        | Baré         | Yavitero | Anuyá      | Mariaté | Wainumá  | Manao     | PROTO-        |
| ----- | ------------- | ------------ | -------- | ---------- | ------- | -------- | --------- | ------------- |
| '1'   | yabibulini    | makutɨ       | áːapê'ʦa | ahiari     | apəkerɨ | apágeri  | panîmu    | *(a)pa-       |
| '2'   | enábe         | pikûna       | nʦâ'me   | mahoren    | meʧema  | maʧahma  | piarukûma | *piama        |
| '3'   | yabébuli      | kilikunama   | máːdali  | marahunaka | atəpo   | maʦɨcke  | 2+1       | *mapa- *mada- |
| '4'   | yunulibunutsi | kasalɨmacaka |          |            | atəpui  | ahpagopi |           | *             |
| '5'   | pinawiáphi    |              |          |            |         | ahpagapi |           | *pa-kapi      |
| '6'   | pimiri        |              |          |            |         |          |           | *5+1          |
| '7'   | yumaliwi      |              |          |            |         |          |           | *5+2          |
| '8'   | piurwili      |              |          |            |         |          |           | *5+3          |
| '9'   | pieirurwhi    |              |          |            |         |          |           | *5+4          |
| '10'  | picalaùrwhili |              |          |            |         | umahni   |           | *2x5          |